# ريكس إي. لي
ريكس إي. لي (بالإنجليزية: Rex E. Lee)‏ هو محامي أمريكي، ولد في 27 فبراير 1935 في سانت جونز في الولايات المتحدة، وتوفي في 11 مارس 1996 في بروفو في الولايات المتحدة بسبب سرطان البنكرياس.

## وصلات خارجية
- ريكس إي. لي على موقع إن إن دي بي (الإنجليزية)